# Търновска конституция (вестник)
Да не се бърка с едноименния вестник в Търново на Конституционния блок през 1922 г.
„Търновска конституция“ е български обществено-политически вестник от края на XIX век.
Считан е за орган на Либералната партия, създадена от членове на Либералната фракция в Учредителното събрание (1879) с най-видни депутати Петко Славейков и Петко Каравелов. Изказва се в защита на Търновската конституция и против политиката на Драган Цанков, а по-късно и против тази на Стефан Стамболов, поради което е подлаган на преследване и конфискация при режима на Стамболов.
Издава се от Централното либерално бюро в София. Излиза 2 пъти в седмицата – в сряда и събота, печата се в София – основно в печатницата на Богдан Прошек, също и в печатниците на К. Т. Кушлев и Д. Вълков.
| Година | Броеве    | Дата                                |
| ------ | --------- | ----------------------------------- |
| I      | 1 – 102   | 2 януари 1884 – 29 декември 1884    |
| II     | 103 – 190 | 5 януари 1885 – 31 декември 1885    |
| III    | 1 – 56    | 4 януари 1886 – 30 август 1886      |
| III    | 1 – 2     | август 1887 – август/септември 1887 |
| III    | 1 – 44    | 22 януари 1888 – 30 юли 1888        |

Отговорници на вестника последователно са К. Досев, Никола Дишков, Димитър Ризов, Н. Божилов, П. П. Димитров, Коста Арсенов, Иван Славейков, А. Георгиев, редактори са също Петко Славейков, Илия Георгов и Димитър Мишев.
През 1886 г. брой 57 е конфискуван преди отпечатването му. Вестникът спира през ноември 1886 г. след обявяване на военно положение. Възобновява излизането си през август 1887 г., но спира отново на 2-рия брой след нападение на печатницата. Издаването му пак е възобновено на 22 януари 1888 г. и спира окончателно след затварянето на редакторите му Иван Славейков и А. Георгиев.